# Lacus Bonitatis
El Lacus Bonitatis (en llatí "Llac de la Bondat") és una petita mar lunar que està situada al nord-oest del prominent cràter Macrobi. Al nord del llac es troben els Montes Taurus.
Aquest llac és una àrea irregular de lava basàltica, amb vores desiguals, orientació nord-est-sud-oest i un diàmetre màxim de 122.1 km.
El nom del llac va ser aprovat per la Unió Astronòmica Internacional en 1976.